# Френк Гассі
Френсіс Валентайн Джозеф Гассі (англ. Francis Valentine Joseph Hussey; нар. 14 лютого 1905 — пом. 26 грудня 1974) — американський легкоатлет, який спеціалізувався в бігу на короткі дистанції.

## Із життєпису
Олімпійський чемпіон-1924 в естафеті 4×100 метрів.
Чемпіон США з бігу на 100 ярдів (1925).
Ексрекордсмен світу з естафетного бігу 4×100 метрів.
Більшу частину життя після завершення спортивної кар'єри працював продавцем. Викладав в установах пенітенціарної системи штату Нью-Йорк. Поза роботою виконував обов'язки адміністратора на різних локальних легкоатлетичних змаганнях.

## Основні міжнародні виступи
| Рік  | Змагання         | Місто | Місце | Дисципліна |
| ---- | ---------------- | ----- | ----- | ---------- |
| 1924 | Олімпійські ігри | Париж | 1     | 4×100 м    |